# Togo (gos)
Togo (octubre de 1913 - 5 de desembre de 1929) va ser el gos capdavanter de l'equip de gossos de trineu de Leonhard Seppala, que va portar l'antitoxina diftérica en el tram més llarg i perillós de la Cursa del sèrum a Nome el 1925, a través del gel de Norton Sound, al nord d'Alaska.

## Història
Togo era un dels fills de l'ex capdavanter de gossos de Seppala, "Suggen". Inicialment, no semblava que tenia potencial com a gos de trineu. Va créixer aproximadament 22 kg en l'edat adulta, era petit en comparació amb els altres gossos de trineu. De color negre i gris, semblava constantment brut.
Togo havia estat malalt quan era un jove cadell i havia requerit d'infermeria intensiva de l'esposa de Seppala. Era molt valent i sorollós, així que va ser vist com a "difícil i entremaliat", mostrant "tots els signes de convertir-se en un caní delinqüent", segons un reporter.
Al principi, aquest comportament es va interpretar com a evidència que s'havia fet malbé per l'atenció individual que se li havia donat durant la seva malaltia. Com que no semblava adequat per a ser un gos de trineu, Seppala el va convertir en una mascota als sis mesos d'edat.
Quan Togo tenia vuit mesos, va demostrar la seva vàlua com a gos de trineu. Togo va seguir fent difícil la feina de Seppala, tractant de jugar amb els gossos de treball i tirant d'ells fora de la pista. Seppala no va tenir més remei que posar-li un arnès per controlar-lo, i es va sorprendre que Togo a l'instant s’hi va adaptar.
A mesura que la cursa avançava, Seppala va mantenir en moviment a Togo fins que, al final del dia, compartia la posició de lideratge amb el gos pigall (anomenat "Russky"). Togo havia registrat 120 quilòmetres (75 milles) en el seu primer dia amb l’arnès, que era una cosa inaudita per a un gos de trineu jove i inexpert, especialment un cadell. Seppala el va anomenar un "nen prodigi", i després va afegir que "havia trobat un líder nat, una cosa que havia intentat durant anys criar.
Togo va començar a entrenar, i després d'uns anys va arribar a la posició del gos principal. Es va convertir en un dels gossos més preuats de Seppala, una relació estreta i mútuament beneficiosa que continuaria fins al final de la vida de Togo. Al moment de la històrica Cursa del sèrum a Nome per vèncer l'epidèmia de diftèria, tenia 12 anys i havia estat un gos pigall durant 7 anys.

## Conseqüències
Després de la Cursa, el gos Balto es va convertir en el caní més famós de la cursa. Molts múixers avui dia consideren a Balto el gos secundari, doncs l'equip de Seppala dirigit per Togo va cobrir la part més llarga i perillosa. Van fer una anada i tornada de 587 quilòmetres (365 milles).
Immediatament després del relleu, Togo i un altre gos de l'equip van escapar a perseguir els rens, just quan va tornar a la seva gossera en Little Creek. Seppala estava consternat que el campió fos descurat per la premsa, comentant que era més del que podia suportar quan el gos Balto va rebre una estàtua pels seus assoliments gloriosos.
A l'octubre del 1926, Seppala, Togo, i un equip de gossos van fer una gira a Seattle, Washington i Califòrnia; Seppala i Togo van convocar a grans multituds en els estadis i grans magatzems, i fins i tot van aparèixer en una campanya de cigarrets de Lucky Strike.
A ciutat de Nova York, Seppala va conduir el seu equip des de les escales de l'Ajuntament al llarg de la Cinquena Avinguda i va fer un passeig a través de Central Park. L'equip va aparèixer diverses vegades en el Madison Square Garden, que estava sent dirigit per Tom Rickard, i on Togo va ser guardonat amb una medalla d'or per Roald Amundsen.
A Nova Anglaterra, van competir en diverses curses de trineus tirats per gossos contra locals i van guanyar per marges enormes. Seppala va vendre la major part del seu equip a una gossera local.
Togo es va retirar en Poland Spring, Maine, on se li va practicar l'eutanàsia el 5 de desembre de 1929 als seus 16 anys. El titular de The New York Sun Times l'endemà va publicar que havia estat un "Gos heroic fins a la seva mort. (Salisbury i Salisbury, 2003), va ser elogiat en molts altres periòdics.
Després de la seva mort, va ser dissecat. Avui dia es troba en exhibició en una vitrina en el museu Iditarod Trail Sled Dog Race Seu a Wasilla, Alaska. El Museu Peabody d'Història Natural de la Universitat Yale té el seu esquelet en la seva col·lecció.

## Llegat
Els gossos de trineu de Seppala es van conservar durant molts anys, però últimament s'han convertit en una espècie rara. El criador actual ha decidit deixar de treballar-hi, ja que la gent no els reconeix. Així mateix, els que els compren els encreuen amb gossos de tir moderns, i arruïna la idea principal de tenir un pura-raça de gos de trineu de Seppala.
Al desembre de 2019, Walt Disney Pictures va estrenar la pel·lícula sobre la història de Togo en la plataforma Disney+, amb Willem Dafoe en el paper Leonhard Seppala.